# فرماندهی سیستم‌های مهندسی تأسیسات دریایی
فرماندهی سیستم‌های مهندسی تأسیسات دریایی (انگلیسی: Naval Facilities Engineering Systems Command) فرماندهی سیستم‌های مهندسی نیروی دریایی ایالات متحده آمریکا است، که امکانات و تخصص اعزامی را برای نیروی دریایی و سپاه تفنگداران دریایی ایالات متحده آمریکا فراهم می‌کند. ستاد مرکزی فرماندهی سیستم‌های مهندسی تأسیسات دریایی در محوطه نیروی دریایی واشینگتن قرار دارد و تحت فرماندهی دریابان دین واندرلی فعالیت می‌کند.
فرماندهی سیستم‌های مهندسی تأسیسات دریایی، قدیمی‌ترین فرماندهی سیستم نیروی دریایی است که در اوت ۱۸۴۲ با نام دفتر محوطه‌ها و اسکله‌ها تأسیس شد. افسران آن شامل سپاه مهندسان عمران نیروی دریایی هستند که در مارس ۱۸۶۷ تشکیل شد. در طول سازماندهی مجدد وزارت نیروی دریایی در سال ۱۹۶۶، دفتر محوطه‌ها و اسکله‌ها به فرماندهی مهندسی تأسیسات نیروی دریایی تبدیل شد. در اکتبر ۲۰۲۰، نام آن به فرماندهی سیستم‌های مهندسی تأسیسات نیروی دریایی تغییر یافت.